# Distrito de Huatasani
El distrito peruano de Huatasani es uno de los 8 distritos que conforman la Provincia de Huancané, ubicada en el Departamento de Puno, en el sudeste Perú; bajo la administración del Gobierno Regional de Puno.
Desde el punto de vista jerárquico de la Iglesia católica forma parte de la Prelatura de Juli en la arquidiócesis de Arequipa.

## Historia
El distrito fue creado mediante Ley n.º 16669 del 21 de julio de 1967, en el primer gobierno del presidente Fernando Belaúnde Terry.

## Geografía
Situado en el norte de la provincia fronterizo con la Provincia de San Antonio de Putina. Linda al norte con los distritos de Putina y de Quilcapuncu; al sur con el Distrito de Huancané; al este con el Inchupalla y al oeste con el de Pedro Vilca Apaza.

## Demografía
La población estimada en el año 2000 es de 2 655 habitantes.

## Autoridades

### Municipales
- 2019 - 2022[4]
  - Alcalde: Walter Hugo Lipa Condori, de Gestionando Obras y Oportunidades con Liderazgo.
  - Regidores:

  1. Angelino Condori Mamani (Gestionando Obras y Oportunidades con Liderazgo)
  2. Carmen Mamani Mamani (Gestionando Obras y Oportunidades con Liderazgo)
  3. Hubert Juan Mamani Sucso (Gestionando Obras y Oportunidades con Liderazgo)
  4. Alipia Vargas Ticona (Gestionando Obras y Oportunidades con Liderazgo)
  5. Esteban Mamani Condori (Poder Andino)

## Festividades
- Febrero: Carnavales.
- Mayo: Fiesta de Cruces - K'apero.
- Septiembre: Virgen de la Merced.